# Бръмбар носорог
Бръмбарът носорог (Oryctes nasicornis) е едро насекомо, принадлежащо към семейство Dynastidae. Среща се в Европа, Северна Африка и Югоизточна Азия. В България той е един от най-едрите представители на разред Твърдокрили.

## Обща характеристика
Бръмбарът носорог достига дължина до 4,5 cm. Окраската на тялото му прелива от тъмнокафява до червеникава и има силен блясък. При този вид съществува силно изразен полов диморфизъм – в предната част на главата си, мъжкият има рогче, заострено и извито назад (с дължина до 7-8 mm), докато при женския бръмбар носорог подобно образувание често отсъства или е съвсем слабо изразено.
Възрастното насекомо е активно през цялата нощ, а деня прекарва зарито в земята или в дупки по дърветата. Живее няколко месеца, храни се рядко със сок от наранени дървета или загнили плодове. Среща се предимно в близост до широколистни гори, равнини и ниските части на планините.

## Размножаване и жизнен цикъл
След копулацията женският бръмбар носорог снася яйцата си в полуизгнилата дървесина на различни широколистни дървета, като върба, ясен и дъб. Излюпената ларва е със „С“-образно завито тяло и светъл белезникав цвят. Тя се храни със загниваща органична материя (дърво, корени, суха шума, тор), живи корени на различни растения и дори някои видове почва. Избягва смолистите дървета. Най-често може да се срещне между корените на някое загниващо широколистно дърво. Става жертва на различни видове хищни оси, които я парализират с ужилване в нервния ѝ център и снасят в живата още ларва яйцата си.
Развитието на ларвите продължава 3-4 години, през които достигат дължина 9 cm. След като какавидират им е необходим един месец за да имагинират в млад бръмбар.

## Стопанско значение
На територията на България бръмбарът носорог се среща рядко, но в световен мащаб е сред често срещаните видове насекоми – дори, в определени случаи, ларвата на този бръмбар успява да нанесе вреди в селското стопанство, засягайки овощни и лозови насаждения.
Почти всеки хищник с подходящи размери се храни с охота с бръмбарите носорози – дребни соколи, нощни грабливи птици, по-едри пойни птици, порови, котки, таралежи, гризачи, змии, гущери и др.